# Distretto di Callería
Il distretto di Callería è un distretto del Perù nella provincia di Coronel Portillo (regione di Ucayali) con 136.478 abitanti al censimento 2007.
È stato istituito il 13 ottobre 1900.